# Waldens jaarvogel
Waldens jaarvogel (Rhabdotorrhinus waldeni, synoniem: Aceros waldeni) is een neushoornvogel die oorspronkelijk voorkwam in de regenwouden van de Visayas, de centrale eilandengroep van de Filipijnen. Het is een endemische vogelsoort die ernstig wordt bedreigd in zijn voortbestaan. De naam is een eerbetoon aan de Schotse militair en ornitholoog Lord Walden (na 1876 markies van Tweeddale).
Lokale namen voor deze vogelsoort zijn Dulungan (Ilocano) of Kalaw (Filipijns)

## Herkenning
De nek, hals en de bovenkant van de borst van het mannetje zijn donkerrood. De rug en vleugels zwart met een blauwe gloed. Het staarteinde is weer zwart. Het vrouwtje ziet er vrijwel hetzelfde uit, maar met een geheel zwarte nek en kop. Een mannetje kan inclusief staart zo'n 79 centimeter worden met een spanwijdte van 43 centimeter. Een vrouwtje wordt zo'n 68,5 centimeter met een spanwijdte van 31 centimeter.
Waldens jaarvogel is net als alle neushoornvogels een luidruchtige vogel die in groepjes leeft.

## Voortplanting
Waldens jaarvogels paren meestal van maart tot en met mei en maken gebruik van gaten in bomen voor het maken van een nest. Het mannetje zorgt voor het eten terwijl het vrouwtje in het nest ingebouwd zit. Het vrouwtje legt meestal twee of drie eieren in een keer. De voortplanting van de soort is erg langzaam.

## Verspreiding en leefgebied
Waldens jaarvogel kwam voor in de ongerepte regenwouden tot zo'n 1000 meter op de eilanden Negros en Panay waar voldoende wilde vijgenbomen en andere vruchtdragende boomsoorten voorkwamen. 

## Status
In 2007 werden op Panay nog 752 bewoonde nestholen aangetroffen. De populatie op Guimaras is mogelijk uitgestorven en over Negros zijn geen gegevens beschikbaar en mogelijk is de Waldens jaarvogel daar ook praktisch uitgestorven. De soort plant zich erg moeizaam voort en wordt in haar voortbestaan bedreigd door ontbossing van zijn leefgebied en de jacht en stroperij. In 2013 werd de grootte van de wereldpopulatie geschat op 1500-4000 individuen. Om al deze redenen staat de Waldens jaarvogel als kritiek op de Rode Lijst van de IUCN.